# La Macanita

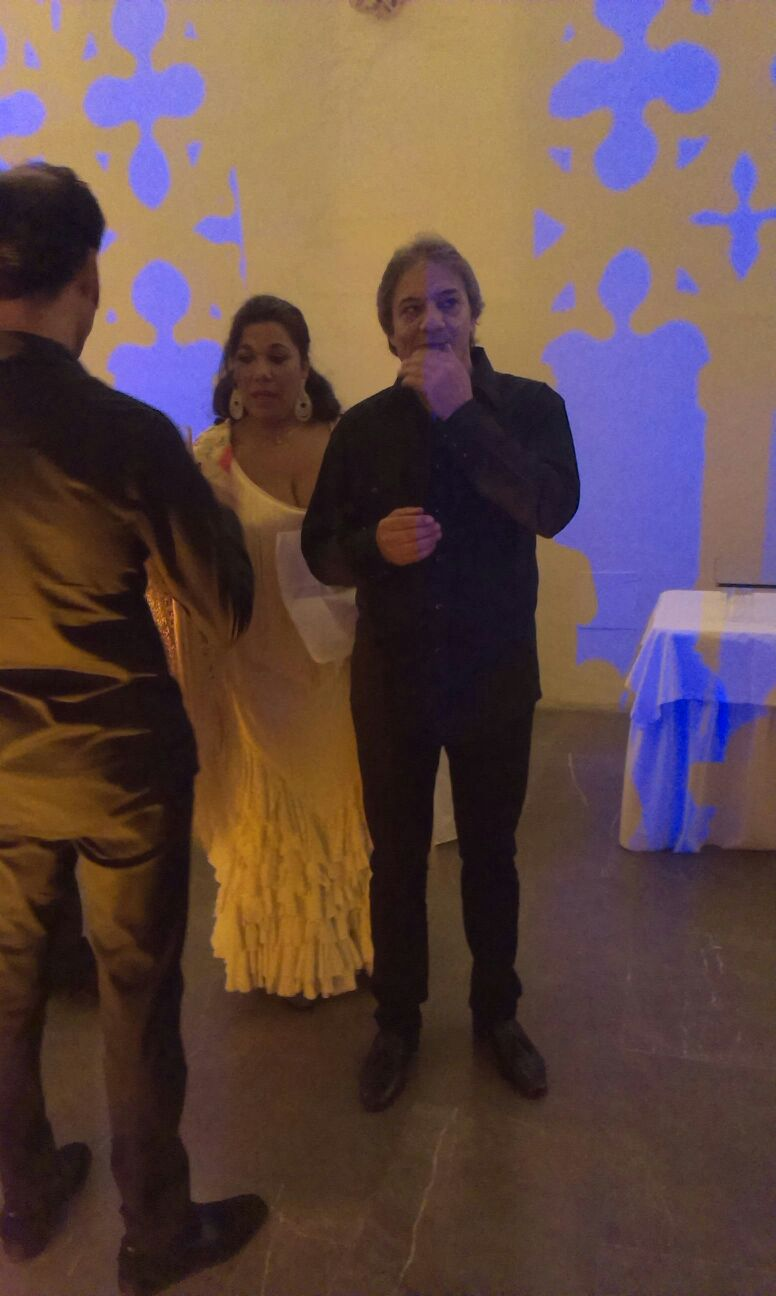
La_Macanita.

La Macanita, nombre artístico de Tomasa Guerrero Carrasco, (Jerez de la Frontera, 1969) es una cantaora gitana de Flamenco.

## Biografía
Conocida así por el apodo de su padre, el palmero y acompañante El Macano, esta cantaora jerezana está considerada como una de las máximas figuras del Flamenco actual. Con solo cuatro años aparece en la serie televisiva Rito y geografía del cante cantando y bailando. Desde entonces recorre los tablaos más prestigiosos de España y participa en festivales internacionales.
Ligada a figuras como Manuel Morao y Manolo Sanlúcar, destaca en sus inicios por bulerías, seguiriyas y villancicos como el que interpreta en la película Flamenco, de Carlos Saura.
Sus primeras actuaciones fueron en Jerez de la Frontera, en el coro infantil "España-Jerez" que dirigía el guitarrista Manuel Morao que organizaba los Jueves Flamencos junto a Manuel Carpio y Manolito Parrilla (nieto), pera formar seguidamente parte del Coro de Villancicos de la Cátedra de Flamencología. Gracias a la Caja de Ahorros de Jerez grabó varios discos, algunos como solista.
En 1983, a los 14 años, realiza su primer recital, junto con el guitarrista Ramón Trujillo, en el Hotel Jerez. El 1985, a los 16 años, actúa en los tablaos de Madrid Los Canasteros y Zambra, junto con Ramírez, El Torta, El Capullo y el Moraíto Chico. En 1987, el coro infantil en el que participaba pasa a denominarse Coro de Villancicos de la Caja de Ahorros de Jerez.
Quien fuera su gran promotor, el guitarrista, Manuel Morao, la incorporó en la compañía Manuel Morao y los Gitanos de Jerez en 1988, participando en el montaje flamenco Esa Forma de Vivir. Asimismo, Manolo Sanlúcar la incorporó en la grabación del disco Tauromagia, considerado por algunos teóricos del Flamenco, como "el mejor disco de guitarra flamenca que jamás se haya grabado".
En 1989 graba su primer disco A la Luna Nueva con la discográfica "Twin Records" (ya desaparecida).

## Actuaciones y Conciertos más significativos

### En España
- En la Exposición Universal de Sevilla en 1992, actúa en el espectáculo Arco de Santiago, que se representa durante casi toda la EXPO92 en el pabellón de Andalucía. Por este trabajo obtiene el premio Demófilo de Arte Flamenco.

- En 1994, en la VIII Bienal de Flamenco de Sevilla, hace el papel de La Niña de los Peines en 100 Años de Cante. Junto a Moraíto Chico actúa en el espectáculo Lo que es Jerez y canta en la película Flamenco dirigida por Carlos Saura.

- El 30 de enero de 1997, José Luis Ortiz Nuevo la invita a cantar en el espectáculo Enrique Morente y Los Jóvenes Flamencos en el Teatro de la Maestranza de Sevilla.[4]

- El 12 de agosto del mismo año, encabeza el cartel del XXXVII Festival Nacional del Cante de las Minas en La Unión, que según dice el crítico de "El País", Ángel Álvarez Caballero,[5] La Macanita tiene una voz tan flamenca que su eco emociona.

- El 6 de junio de 2000, actúa en el recién inaugurado Auditori de Barcelona junto a Manuela Carrasco.[6]

- El 20 de septiembre de 2000 actúa en el concierto Bajandí con Tomatito en la XI Bienal de Arte Flamenco de Sevilla, junto con Moraíto Chico, Luis El Zambo, Carles Benavent, Juana Amaya, Joselito Fernández y Bernardo Parrilla.[7]

- El 2 de julio de 2001 actúa en el Festival Flamenc de Nou Barris de Barcelona junto con Juana la del Pipa y Dolores Agujetas presentando Mujerez[8]

- El 20 de mayo de 2009 actúa en el CCCB dentro del Festival Flamenco de Ciutat Vella de Barcelona.[9]
- En 2019 celebra en el ciclo Noches de Bohemia sus 30 años de artista.[10]

### Fuera de España
- El viernes 6 de agosto de 1996, durante el prestigioso Festival La Batie de Géneve, es aclamada por un público de élite en el Theatre Alhambra junto a Moraito Chico y Terremoto Hijo en Al Son de Jerez[11]

- En el 2000
  - En mayo celebra un concierto en el Queen Elizabeth Hall de Londres en el ciclo The Flamenc Art
    - El 11 de mayo, se emite su concierto en por la WDR3 (Westdeutscher Rundfunk - Radio Estatal de Alemania), emisión en directo del programa Matinée der Liedersanger[12]

  - Actúa en el Festival de Stimmen 2000, en Lörrach (Alemania).[13]
- El 11 de junio de 2004 actúa en el Jazz Clubbin de París dentro del Festival Sons d'hiver y su concierto es grabado por el canal Mezzo de Televisión.[14]
- El 2 de abril de 2001 actúa en el Institut du Monde Arabe à París en Equinoxe, con el espectáculo Andalousies: le flamenco de Séville à Jerez, con Andrés Marín y Javier Puga (musicólogo y director del festival de flamenco de Mont-de-Marsan).[15]
- El 5 de julio de 2012 participa en el Festival Flamenco de Mont-de-Marsan en Francia, junto a Jesús Méndez y Santiago a la Plazuela.[16]
- El 7 de junio de 2013 participa en la inauguración de la 19.ª edición del Festival de Fès des Musiques Sacrées du Monde, con un espectáculo único de creación "El Amor es mi Religión", dirigido por Andrés Marín con la colaboración de Abdallah Ouazzani (coordinación musical) y las grandes artistas: Carmen Linares, Françoise Atlan, Chérifa, Bahaâ Ronda, Marouanne Hajji, la orquesta El Quad y una treintena de músicos del mundo árabe andalsí, sufí, amazig y del Flamenco.[17][18]

## Discografía
Álbumes publicados:
- A la luna nueva (1989) (Ediciones Musicales Twins Records).
- Con el alma (1992) grabado para Editions Audivis Ethnic (descatalogado), para la colección Flamenco Vivo.
- Jerez. Xères. Sherry (1998) (Editorial Nuevos Medios S.A). Producido por el sevillano Ricardo Pachón, cuenta con la colaboración de Moraíto Chico y su hijo Diego, Diego Carrasco, los percusionistas Manuel Soler y Juan Ruiz, y el pianista cubano Rafael Garcés.
- La luna de Tomasa (2002) (Flamenco&Duende, Ediciones Senador)[20]
- Solo por eso (2009) (Editorial Nuevos Medios S.A.)[21]
- "Caijeré" (2015)[22]
- "Directo en el Circulo Flamenco de Madrid" (CD+DVD, 2017). Cuenta con la guitarra de Manuel Valencia, y las palmas de Chicharito y El Macano.[23]

## Filmografía
- Mil y una Lolas[24] (2005)
- El Séptimo de Caballería[25] (1998-1999)
- Flamenco[26] dirigida por Carlos Saura (1995)
- La Venta del Duende
- El Sol, la Sal y el Son[27]

## Premios y reconocimientos
- Premio Demófilo al Arte Flamenco (1992)[28]
- Trofeo "Real Tesoro, a la Promoción del Villancico" otorgado por la Asociación de Belenistas de Jerez (2002)
- Premio Flamenco Hoy otorgado al Mejor disco de cante del año 2009 por Mujerez a Tomasa "La Macanita", Juana la del Pipa y Dolores Agujetas[29]
- Premio de la Crítica Nacional de 'Flamenco Hoy' 2010 a la Mejor Producción Discográfica a Solo por eso de "La Macanita"[30]
- XVI Distinción Flamenca de la Peña Chaquetón (2010)[31]
- Reconocimiento de la Asociación Secretariado Gitano en 2016.[32]
- Galardón Bandera de Andalucía,[33] en la celebración del Día de Andalucía en la provincia de Cádiz
- Nominada a Mejor Álbum Flamenco de los Grammy Latinos 2017.[34]